# شانتال دوماس
شانتال دوماس هي فنانة صوت ‏ كندية، ولدت في 1959 في درومونفيل في كندا.

## وصلات خارجية
- شانتال دوماس على موقع ميوزك برينز (الإنجليزية)
- شانتال دوماس على موقع ديسكوغز (الإنجليزية)